# Booneville (Kentucky)
Booneville è un comune degli Stati Uniti d'America, situato nello Stato del Kentucky, nella Contea di Owsley, della quale è il capoluogo.